# Badia de Todos os Santos

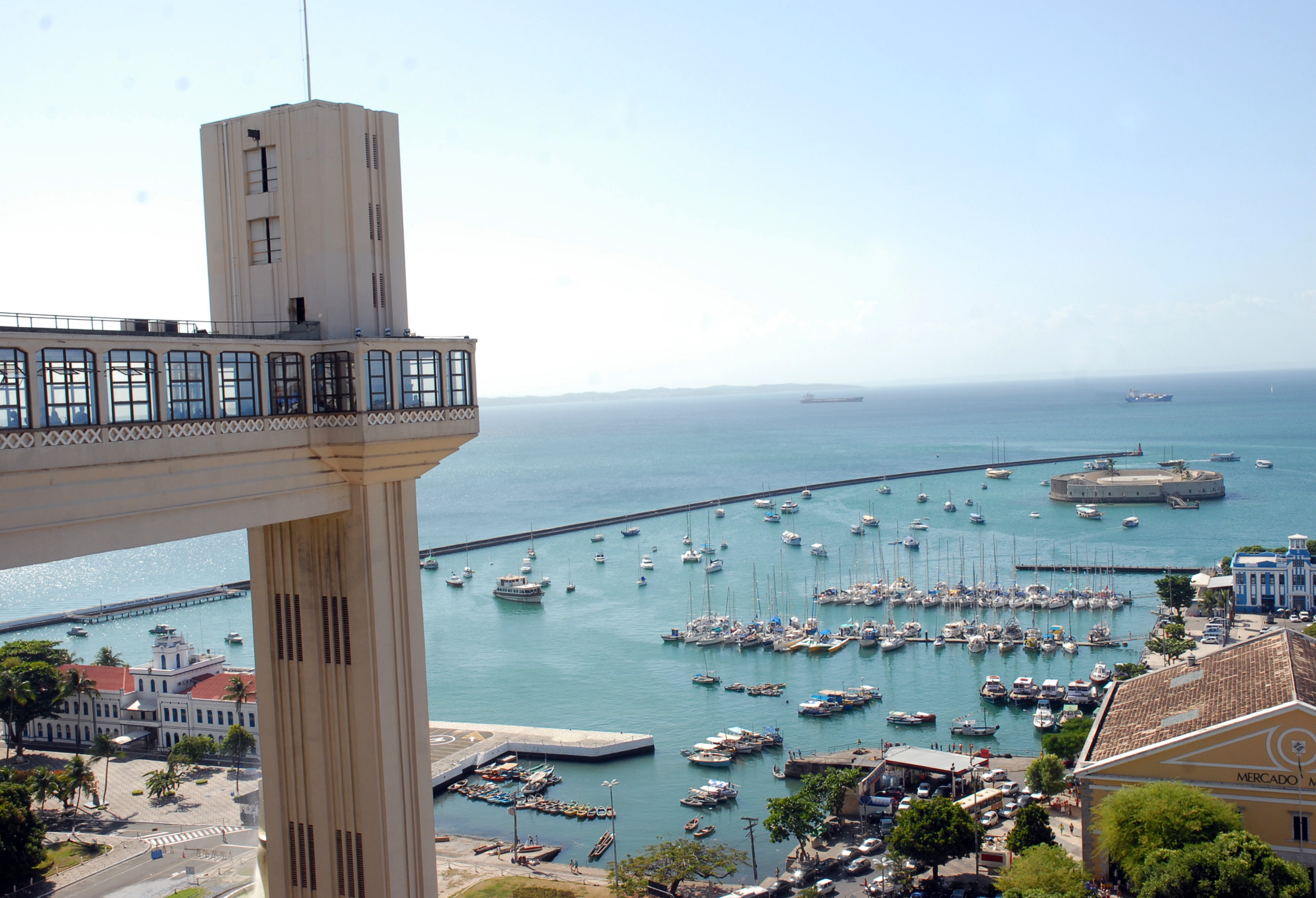
Vista de la badia amb l'Elevador Lacerda.

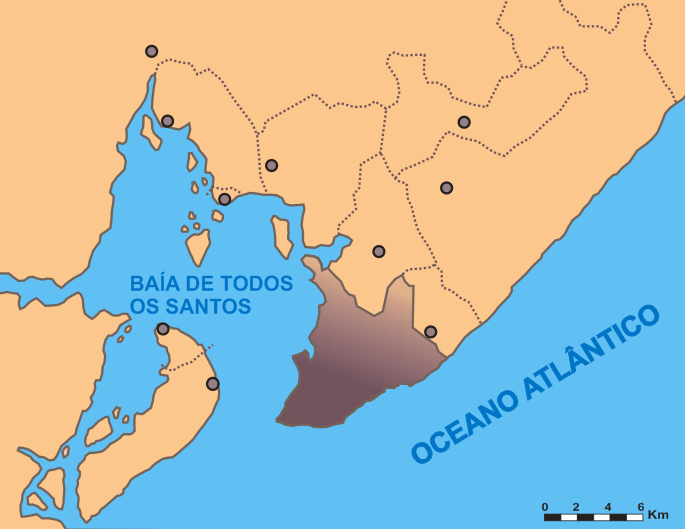
Mapa de la badia.

La Badia de Tots Sants és la major badia brasilera i la segona major del món i està localitzada a l'estat de Bahia. D'aquí s'origina el nom de la capitania i del futur estat. La ciutat més important és Salvador.
Va ser anomenada el 1501, quan una expedició portuguesa va ser enviada per a reconèixer les noves terres descobertes un any abans per Pedro Álvares Cabral. Era el dia 1 de novembre, Diada de Tots Sants, d'acord amb la religió catòlica. Comandada per Gaspar de Lemos, acompanyat per Amerigo Vespucci, cartògraf i escriptor que donaria nom a tot el continent, va passar a nomenar tots els accidents geogràfics d'acord amb els sants dels dies on aquests eren identificats, essent a la badia el lloc més tard escollit, per a ser fundada la ciutat que seria la seu de la primera capital brasilera, Salvador.